# Ławra Aleksandra Newskiego w Petersburgu
Ławra Aleksandra Newskiego (także: monastyr Aleksandra Newskiego, ros. Свя́то-Тро́ицкая Алекса́ндро-Не́вская ла́вра) – petersburski monaster założony przez cara Piotra I na domniemanym miejscu bitwy stoczonej w 1240 przez wojska księcia nowogrodzkiego Aleksandra ze Szwedami.

## Opis
Pierwsza wzmianka o przyszłym klasztorze pochodzi z lipca 1710, kiedy to car Piotr I, obejrzawszy miejsce, na którym miał w przyszłości powstać monaster, zadecydował o jego budowie. Klasztor miał stać się miejscem przechowywania szczątków-relikwii patrona nowo założonej stolicy Rosji, zwycięzcy wspomnianej bitwy, prawosławnego świętego, Aleksandra Newskiego. Oficjalną datą powstania jest dzień poświęcenia pierwszej, drewnianej cerkwi Zwiastowania – 25 marca 1713. Budowa świątyni murowanej, według projektu Dominika Trezziniego, rozpoczęła się w 1717.
W 1720 otwarto szkołę dla dzieci osób duchownych, która w 1726 została przekształcona w Słowiańsko-Grecko-Łacińskie seminarium.
29 maja 1723 Piotr I, odwiedziwszy nowo wybudowany klasztor, wydał rozkaz o przeniesieniu doń szczątków księcia Aleksandra z pierwotnego miejsca pochówku na terenie monasteru Narodzenia Matki Bożej we Włodzimierzu, co nastąpiło 30 sierpnia 1724.
W 1797 monastyr został podniesiony do godności ławry, co oznaczało bezpośrednie podporządkowanie go synodowi Rosyjskiego Kościoła Prawosławnego.
Kompleks Ławry znajduje się na południowym końcu Newskiego Prospektu (ros.: Не́вский проспе́кт) w Petersburgu. W skład zespołu klasztornego wchodzi wspomniana wcześniej barokowa cerkiew Zwiastowania (wybudowana w latach 1717–1722) i sobór Świętej Trójcy – klasycystyczna świątynia wzniesiona w latach 1778–1790 według projektu Iwana Starowa (stojąca wcześniej na tym miejscu cerkiew, której budowa zaczęła się w 1719, została rozebrana w latach 1753–1755) oraz inne zabudowania o mniejszym znaczeniu (m.in. cerkiew św. Mikołaja).
Na terenach przyklasztornych mieszczą się trzy cmentarze: cmentarz Łazarza, Tichwiński i Mikołajewski. Szczególnie na dwóch pierwszych wiele jest grobów znanych uczonych, kompozytorów, architektów i innych osobistości, m.in. Leonharda Eulera, Michaiła Łomonosowa, Modesta Musorgskiego, Piotra Czajkowskiego, Nikołaja Rimskiego-Korsakowa, Aleksandra Suworowa, Nikołaja Karamzina.